# Systaria insulana
Espèce
Synonymes
- Leptodrassus insulanus Rainbow, 1902
- Hebrithele longicauda Berland, 1938

Systaria insulana est une espèce d'araignées aranéomorphes de la famille des Miturgidae.

## Distribution
Cette espèce est endémique du Vanuatu. Elle se rencontre sur Malekula et Epi.

## Description
Le mâle décrit par Platnick et Bonaldo en 1995 mesure 7,60 mm et la femelle 7,90 mm.

## Publication originale
- Rainbow, 1902 : Arachnida from the South Seas. Proceedings of the Linnean Society of New South Wales, vol. 26, p. 521-532 (texte intégral).